# Wet geluidhinder
Wet Geluidhinder (Wgh) was van 1 februari 1980 tot 1 januari 2024 een onderdeel van de wetgeving rondom geluid in Nederland. De Wet geluidhinder ging over geluid dat veroorzaakt werd door wegverkeer, railverkeer en gezoneerde industrieterreinen. Het doel van de Wet geluidhinder was het beschermen van de mens tegen geluidshinder. 

## Inhoud
In de Wet Geluidhinder waren alleen de zogenaamde 'gezoneerde industrieterreinen' opgenomen. De bedrijven op niet-gezoneerde terreinen vielen onder de Wet milieubeheer. Ook waren er geen eisen langs wegen met een snelheid van 30 km/uur (de zogenaamde verblijfsgebieden).
In de wet was aangegeven welke geluidsnormen er gelden voor onder andere de bouw van nieuwe woningen en het wijzigen van (spoor)wegen binnen de invloedssfeer van geluidsbronnen.
De Wet geluidhinder kende een aantal begrippen, namelijk:
- voorkeursgrenswaarde;
- maximale ontheffingswaarde;
- geluidsgevoelige bestemmingen.

## Geschiedenis
Het Besluit geluidhinder spoorwegen werd op 1 januari 2007 opgenomen in de Wet geluidhinder.
De wetgeving rond rijkswegen en landelijke spoorwegen is vanaf 1 juli 2012 opgenomen in Hoofdstuk 11 van de Wet milieubeheer. Vanaf dat moment golden er geluidproductieplafonds langs dit type infrastructuur.
Per 1 januari 2024 is de Wet geluidhinder vervallen. De bepalingen zijn opgenomen in de nieuwe Omgevingswet.